# Міністерство шляхів сполучення
Міністе́рство шляхів сполу́чення — орган державного управління в Російській імперії, СРСР і Російській Федерації (до 9 березня 2004 року), який забезпечував проведення єдиної політики у сфері водного, сухопутного і залізничного транспорту, а також здійснював загальне керівництво в галузі транспортного сполучення. У СРСР і РФ Міністерство займалось виключно залізничним транспортом.

## МШС Російської імперії
Початком систематичної діяльності уряду в області шляхів сполучення в Російськійї імперії було видання у 1649 році положення про охорону судноплавства.
За Петра I заснована Комерц-Колегія, яка спостерігала за сухопутними шляхами. Після ряду перетворень у 1755 році управління в цій галузі перейшло до Канцелярії побудови державних шляхів.
У 1798 році утворено «Департамент водних комунікацій», пізніше перейменований в «Управління водними і сухопутними сполученнями», потім в «Головне управління шляхів сполучення», а з 1833 року до 1842 р. носить назву «Головного управління шляхів сполучення і публічних будівель». У 1842 році в управлінні був створений «Департамент залізниць».

15 червня 1865 р. імператор Олександр II видав Указ про заснування Міністерства шляхів сполучення Російської імперії, що і вважається офіційною датою утворення МШС.
У 1913 році експлуатаційна довжина мережі склала 58,5 тис. км; було перевезено 132,4 млн т вантажів і 184,8 млн пасажирів.

## НКШС
Після радянського Жовтневого перевороту владі для утримання своїх позицій було необхідно забезпечити централізацію в управлінні залізничним транспортом. При формуванні нового уряду був утворений Народний комісаріат шляхів сполучення РРФСР (НКШС РРФСР).
В ході Першої світової і громадянської воєн було зруйновано понад 60% колійної мережі, 90% локомотивного та 80% вагонного парку. Тільки до 1928 року вдалося здебільшого відновити зруйнований залізничний транспорт, а перевезення довести до обсягу 1913 р.
У 1923 році після утворення СРСР Народний комісаріат шляхів сполучення РРФСР був перетворений в загальносоюзний Народний комісаріат шляхів сполучення СРСР.

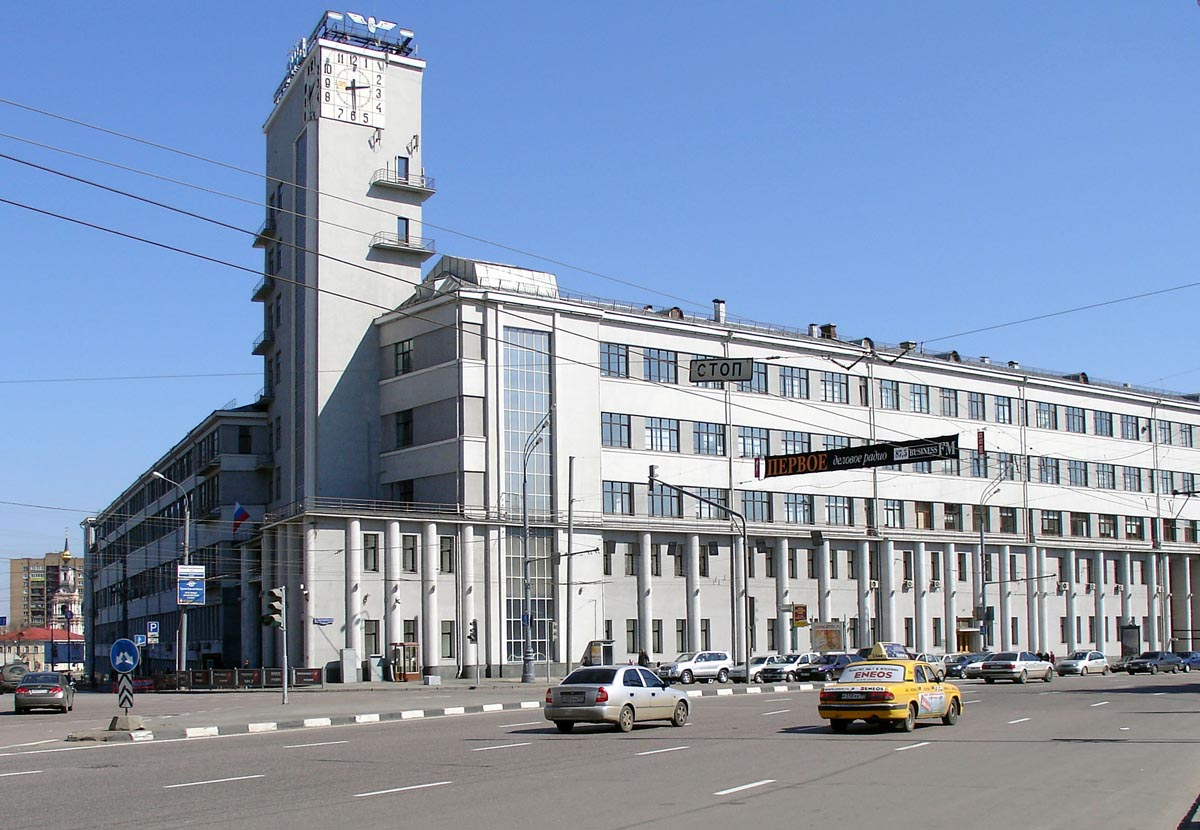
Будівля НКШС (ран. "Запа́сний палац" 1753—1759) перебуд. у стилі Конструктивізм в архітектурі Москви 1932—1938 (арх. Іван Фомін)

У 1931—1932 рр. Радою Народних Комісарів СРСР (РНК СРСР) був прийнятий ряд постанов, спрямованих на інтенсифікацію перевезень і поліпшення роботи залізничного і безрейкового транспорту.
У 1932 році було прийнято рішення РНК про реконструкцію залізниць. Цим рішенням передбачалося: посилення шляхів за рахунок укладання більш важких рейок, широке використання щебеневого баласту, створення потужних паровозів (ФД, ИС), великовантажних 4-вісних вагонів, переведення рухомого складу на автогальма і автозчеп, створення систем напівавтоматичного і автоматичного блокування, впровадження механічної і електричної централізації стрілок та сигналів, тощо.

## МШС СРСР
У 1946 році Народний комісаріат шляхів сполучення був перетворений на МШС СРСР.

## Міністри шляхів сполучення
(з 20.11.1809 — Головноуправляючі водних і сухопутних сполучень, з 25.07.1810 — Головноуправляючі шляхів сполучення, з 29.09.1832 — Головноуправляючі шляхів сполучення і публічних будівель, з 23.06.1865 — Міністри шляхів сполучення, з 7.11.1917 до 1946 — Народні комісари шляхів сполучення)
1. з 1809 р. Принц Ольденбургський Георгій Петрович[fr]
2. з 1812 р. Франц де Воллан
3. з 1818 р. Огюстен Бетанкур
4. з 1822 р. Герцог Олександр Вюртембергський[en]
5. з 1833 р. Карл Федорович Толь[sl]
6. з 1842 р. Граф Клейнмихель Петро Андрієвич[de]
7. з 1855 р. Чевкін Костянтин Володимирович
8. з 1862 р. Мельников Павло Петрович
9. з 1869 р. Бобринський Володимир Олексійович, онук позашлюбного сина Катерини II, генерал, міністр шляхів сполучення з 1869 р. При ньому йшло посилене залізничне будівництво за концесіями, в результаті заборгованість приватних залізниць держскарбниці зросла до величезних сум, і міністр був звільнений.
10. з 1871 р. Бобринський Олексій Павлович[et], генерал, двоюрідний брат попереднього, міністр шляхів сполучення з 1871 р. Вважав, що залізниці повинні будуватися за рахунок скарбниці, але проти цього виступав міністр фінансів М. Х. Рейтерн[fr].
11. з 1874 р. Посьет Костянтин Миколаєвич[en]
12. з 1888 р. Паукер Герман Єгорович[et]
13. з 1889 р. Гюббенет Адольф Якович[ru], служив у Міністерстві фінансів, згодом у Міністерстві шляхів_сполучення, міністр з 1889 р. Ввів урядовий нагляд за тарифами на проїзд на приватних залізницях.
14. з 1891 р. Вітте Сергій Юлійович
15. з 1892 р. Кривошеїн Аполлон Костянтинович[ru]
16. з 1895 р. Хілков Михайло Іванович[bg]
17. у 1905 р. Немішаєв Клавдій Семенович
18. з 1905 р. Шауфус Микола Костянтинович[ru]
19. з 1908 р. Рухлов Сергій Васильович[en]
20. з 1915 р. Трепов Олександр Федорович
21. з 1916 р. Крігер-Войновський Едуард Броніславович[ru]
22. 2 березня — 4 липня 1917 Некрасов Микола Віссаріонович
23. 11 — 24 липня 1917 Тахтамишев Георгій Степанович[ru]
24. 25 липня — 31 серпня 1917 Юренєв Петро Петрович
25. 31 августа — 25 жовтня 1917 Ліверовський Олександр Васильович[ru]
26. 28 жовтня 1917 — лютий 1918 Єлізаров Марк Тимофійович[it]
27. лютий 1918 — травень 1918 Рогов Алексій Гаврилович[pl]
28. травень 1918 — липень 1918 Кобозев Петро Олексійович[en]
29. липень 1918 — березень 1919 Невський Володимир Іванович[it]
30. 1919 — 1920 Красін Леонід Борисович
31. 25 березня — 10 грудня 1920 Троцький Лев Давидович
32. 1920 — 1921 Ємшанов Олександр Іванович[pl]
33. 1921 — 2 лютого 1924 Дзержинський Фелікс Едмундович
34. 2 лютого 1924 — 11 червня 1930 Рудзутак Ян Ернестович
35. 11 червня 1930 — 2 жовтня 1931 Рухимович Мойсей Львович
36. 2 жовтня 1931 — 28 лютого 1935 Андреєв Андрій Андрійович
37. 28 лютого 1935 — 22 серпня 1937 Каганович Лазар Мойсейович
38. 22 серпня 1937 — 5 квітня 1938 Бакулін Олексій Венедиктович
39. 5 квітня 1938 — 25 березня 1942 Каганович Лазар Мойсейович
40. 25 березня 1942 — 26 лютого 1943 Хрульов Андрій Васильович
41. 26 лютого 1943 — 20 грудня 1944 Каганович Лазар Мойсейович
42. 20 грудня 1944 — 5 червня 1948 Ковальов Іван Володимирович
43. 5 червня 1948 — 14 січня 1977 Бещев Борис Павлович
44. 14 січня 1977 — 29 листопада 1982 Павловський Іван Григорович
45. 29 листопада 1982 — 26 грудня 1990 Конарєв Микола Семенович
46. 8 травня — 26 листопада 1991 Матюхін Леонід Іванович[ru]
47. 20 січня 1992 — 9 серпня 1996 Фадєєв Геннадій Матвійович[ru]
48. 22 серпня 1996 — 14 квітня 1997 Зайцев Анатолій Олександрович[ru]
49. 14 квітня 1997 — 21 травня 1999 Аксьоненко Микола Омелянович[ja]
50. 29 травня — 16 вересня 1999 Старостенко Володимир Іванович[ru]
51. 16 вересня 1999 — 3 января 2002 Аксьоненко Микола Омелянович[ja]
52. 4 січня 2002 — 22 вересня 2003 Фадєєв Геннадій Матвійович[ru]
53. 7 жовтня 2003 — 9 березня 2004 Морозов Вадим Миколайович[en]